# Kanton Varades
Kanton Varades (fr. Canton de Varades) je francouzský kanton v departementu Loire-Atlantique v regionu Pays de la Loire. Tvoří ho šest obcí.

## Obce kantonu
- Belligné
- La Chapelle-Saint-Sauveur
- Le Fresne-sur-Loire
- Montrelais
- La Rouxière
- Varades